# カヴァテッリ
カヴァテッリ(Cavatelli)はパスタの一種である。「カヴァテッリ」という言葉にはふたつの意味があり、ホットドッグのパンをとても小さくしたような形の貝殻に似た小型パスタを指すのがもっともふつうである。 リコッタチーズの入った一種のダンプリングの名称でもあるが、それほど一般的ではない。

## 地域と変種
カヴァテッリは「オレキエ・ディ・プレテ」(聖職者の耳)という名前でも知られている。 アプリアではカヴァテッリの変種が多数あり、「ピッツィカリエディ」(pizzicarieddi)などの特有の名称で呼ばれている。 カンパニアの一部では、「パルマリエド」(parmarieddo)とも呼ばれている。